# Taiwanoppia mercedesae
Taiwanoppia mercedesae är en kvalsterart som först beskrevs av Antonio Arillo och Subías 1997.  Taiwanoppia mercedesae ingår i släktet Taiwanoppia och familjen Oppiidae. Inga underarter finns listade i Catalogue of Life.